# Mercato dei tessuti

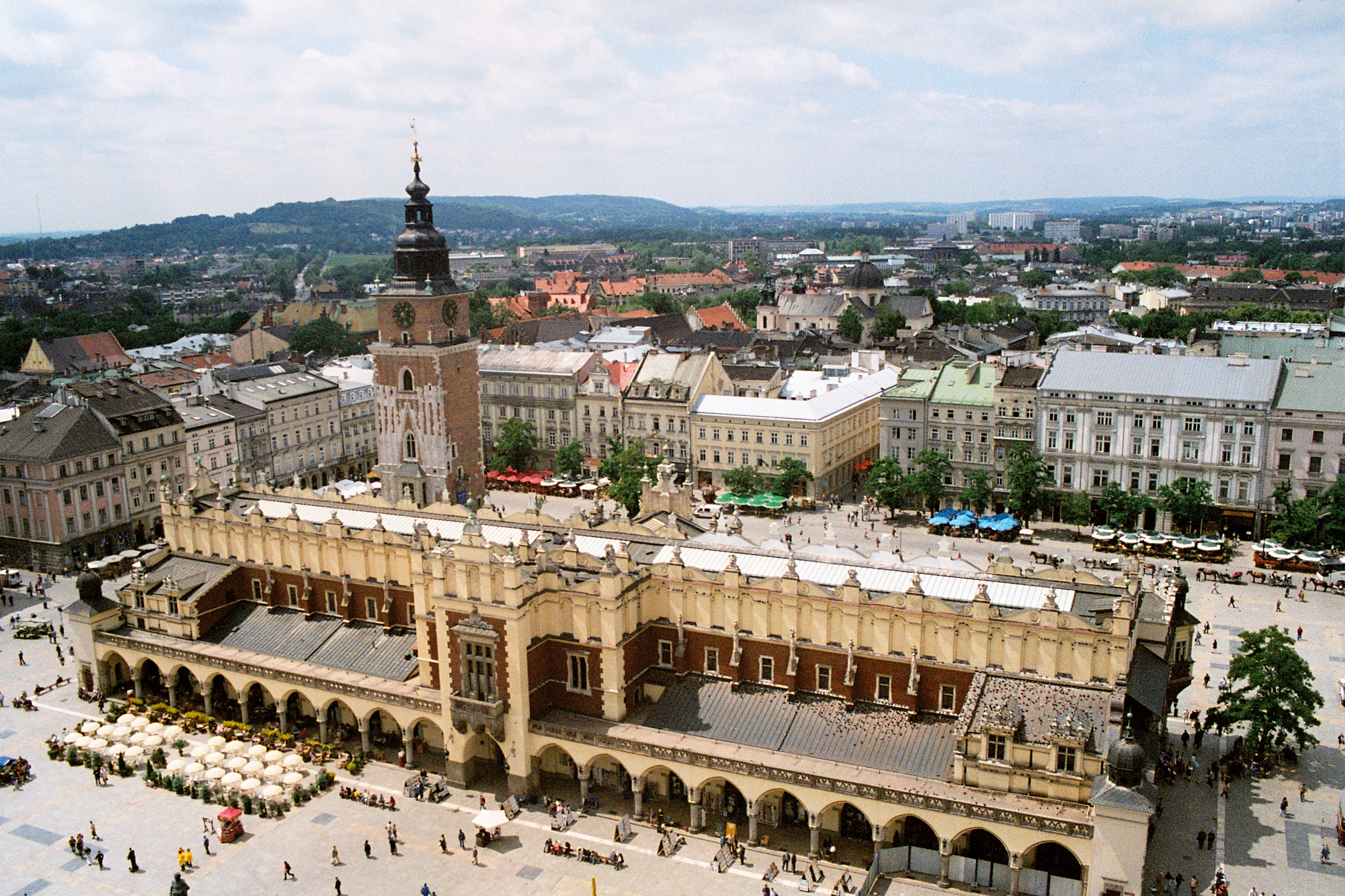
Mercato dei tessuti (Cracovia)

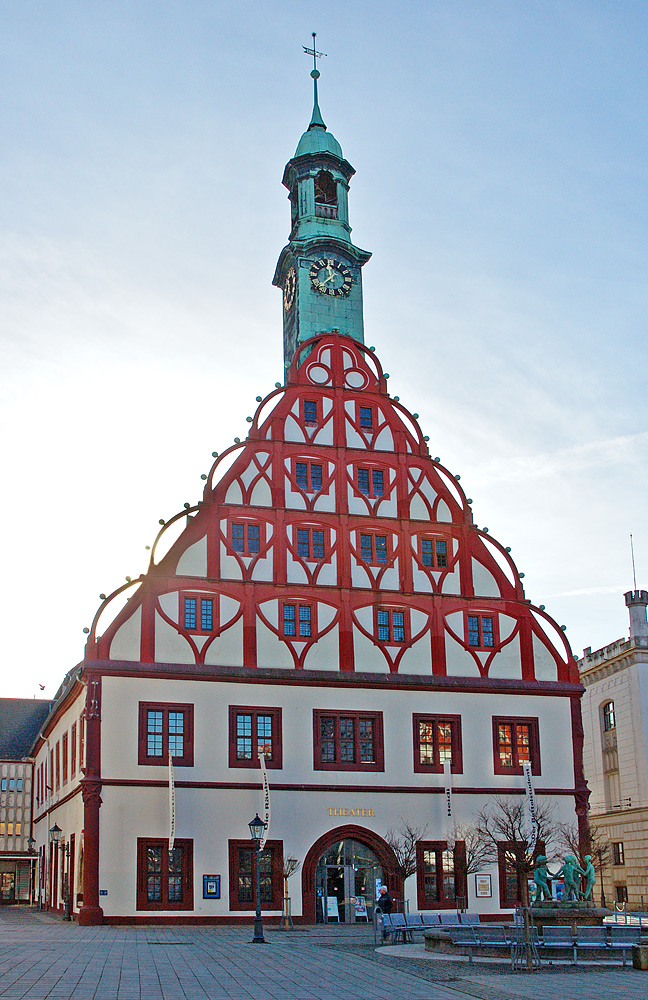
Gewandhaus a Zwickau

Un mercato dei tessuti è un edificio storico situato solitamente nel centro della principale piazza del mercato di una città europea, edificati dall'epoca medioevale fino al XVII secolo.